# Duke Snider
Edwin Donald Snider (ur. 19 września 1926, zm. 27 lutego 2011) – amerykański baseballista, który występował na pozycji środkowozapolowego.
| Nagroda/wyróżnienie           | Lata                                           | Źródło |
| 8× All-Star                   | 1950, 1951, 1952, 1953, 1954, 1955, 1956, 1963 | [ 2 ]  |
| 2× zwycięzca w World Series   | 1955, 1959                                     | [ 3 ]  |
| Baseball Hall of Fame         | od 1980                                        | .      |
| # 4 zastrzeżony przez Dodgers | 1980                                           | [ 3 ]  |